# 富士宮郵便局
富士宮郵便局（ふじのみやゆうびんきょく）は、静岡県富士宮市にある郵便局である。民営化前の分類では集配普通郵便局であった。

## 概要
住所：〒418-8799 静岡県富士宮市若の宮町475

## 沿革
- 1873年（明治6年）6月26日 - 大宮郵便取扱所として開設[1]。
- 1875年（明治8年）1月1日 - 大宮郵便局（五等）となる。
- 1882年（明治15年）9月16日 - 為替・貯金取扱を開始。
- 1897年（明治30年）4月1日 - 大宮郵便電信局となる。
- 1903年（明治36年）4月1日 - 通信官署官制の施行に伴い大宮郵便局となる。
- 1932年（昭和7年）4月21日 - 富士宮大火により庁舎焼失[2]。
- 1942年（昭和17年）7月1日 - 富士宮郵便局に改称[3]。
- 1956年（昭和31年）9月21日 - 電話通話および和文電報受付事務の取扱を開始[4]。
- 1998年（平成10年）9月1日 - 外国通貨の両替および旅行小切手の売買に関する業務取扱を開始。
- 2006年（平成18年）10月1日 - 芝川郵便局から「419-03xx」区域の集配業務を移管[5]。
- 2007年（平成19年）10月1日 - 民営化に伴い、併設された郵便事業富士宮支店に一部業務を移管。
- 2012年（平成24年）10月1日 - 日本郵便株式会社発足に伴い、郵便事業富士宮支店を富士宮郵便局に統合。

## 取扱内容
- 郵便、印紙、ゆうパック、内容証明
- 貯金、為替、振替、振込、国際送金、外貨両替・トラベラーズチェック、国債、投資信託
- 生命保険、バイク自賠責保険、自動車保険、変額年金保険
- ゆうちょ銀行ATM
- 「418-00xx」区域（富士宮市域の一部）、「419-03xx」区域（富士宮市（旧富士郡芝川町域））の集配業務
- ゆうゆう窓口

## 周辺
- 富士宮市役所
- 富士山本宮浅間大社
- イオンモール富士宮
- 国道139号（富士宮道路）

## アクセス
- JR身延線 富士宮駅から徒歩約16分
- 富士急静岡バス 富士宮郵便局前停留所下車
- 西富士道路 小泉IC（終点）から北西へ約2.5km
- 駐車場あり：32台